# Axis mundi
Axis mundi és l'expressió que designa el centre del món en la concepció de la mitologia, usualment representat per un element natural destacable. Aquest lloc és sagrat i de contingut altament simbòlic. En aquest, un element vertical exerceix de connexió entre la terra i el cel (una derivació posterior d'aquesta idea d'unió es troba en els campanars i minarets).
L′'axis mundi pot ser un punt sagrat on s'ha construït un temple per venerar-lo, com passa amb La Meca (amb l'obligació de pelegrinar-hi per als musulmans) o el mont del Temple.
També pot ser un arbre, com l'Yggdrasil nòrdic, l'arbre de la vida oriental o el del Bé i del Mal en la Bíblia. Les arrels estan sota terra i les fulles s'eleven cap al cel, reforçant el paral·lelisme amb l'eix vertical d'unió. L'arbre de Nadal, font de regals i veneració amb ornaments, és una resta d'aquests mites primitius.
En la cultura xinesa pren la forma de pilars que uneixen Terra i Cel.
En moltes cultures apareix una muntanya sagrada, com el mont Fuji japonès, el Kunlun xinès o les Black Hills per als sioux. Sovint, als seus cims viuen els déus, com a l'Olimp grec. La piràmide és la construcció artificial que imita aquesta muntanya o nexe, i com a tal apareix en els pobles maia i egipci. El tòtem indi també hereta aquesta verticalitat ritual.
L'arquitectura moderna sovint ha intentat crear nous símbols que actuïn com a centres de la comunitat, amb edificis singulars que destaquen de la resta, com els gratacels (que també pugen cap al cel).